# Festuca firma
Festuca firma är en gräsart som beskrevs av Jean Jacques Vetter. Festuca firma ingår i släktet svinglar, och familjen gräs. Inga underarter finns listade i Catalogue of Life.